# Microryzomys altissimus
Microryzomys altissimus är en däggdjursart som först beskrevs av Wilfred Hudson Osgood 1933.  Microryzomys altissimus ingår i släktet Microryzomys och familjen hamsterartade gnagare. IUCN kategoriserar arten globalt som livskraftig. Inga underarter finns listade i Catalogue of Life.
Arten förekommer i Anderna i Ecuador och Peru. En liten avskild population finns i Colombia. Microryzomys altissimus vistas vanlige i regioner som ligger 2500 till 4000 meter över havet. Habitatet utgörs av den alpina bergsstäppen páramo.